# 荀国
荀国，周代位于今山西省汾河流域的一个诸侯国。春秋初期晋国分裂，荀国曾经参与讨伐曲沃，当时的曲沃伯正是后来的晋武公。荀国为晋武公所灭 。 
《春秋左氏传·桓公九年》记载公元前703年，虢国、芮国、梁国、荀国、贾国五国君主讨伐曲沃武公。

## 荀國君主
- 荀伯大父，西周晚期人。[4]
- 荀伯旨（左旨右頁），春秋早期人。[5]
- 荀侯，前703年秋，虢仲、芮伯、梁伯、荀侯、贾伯，共同出兵讨伐曲沃。[1]